# Benevent
Benevent (en italià: Benevento, en llatí: Beneventum, en grec antic: Βενεβέντος) és una ciutat d'Itàlia a la Campània, capital de la província de Benevent. És a la confluència dels rius Sabato i Calore Irpino, i tenia 63.026 habitants el 2005.

## Història
La llegenda atribueix la seva fundació a Diomedes. Sext Pompeu Fest diu que la van fundar Ulisses i Circe i que una tradició deia que havia estat una ciutat dels ausonis abans de ser ocupada pels samnites. La ciutat, que es deia Malaventum o Malebentos (probablement derivat de l'osc Maloeis o Malieis), era poblada pels hirpins (segons Plini el Vell) o pels samnites (Titus Livi i Claudi Ptolemeu). Va ser una de les principals ciutats del Samni i era una posició molt forta que no els romans no van atacar a les dues primeres guerres samnites, però la van atacar i ocupar a la tercera guerra en una batalla coneguda com la Batalla de Benevent de l'any 275 aC, quan Pirros de l'Epir va haver de fugir davant del cònsol Mani Curi Dentat en una gran batalla, que va decidir la retirada de l'epirota de terres italianes. Després es va establir en aquella ciutat l'any 268 aC una colònia romana amb dret llatí, i llavors va prendre el nom de Beneventum, perquè l'antic nom es considerava de mal auguri.
Aviat es va convertir en una ciutat prospera. A la Segona Guerra Púnica la van ocupar les guarnicions romanes diverses vegades com a fortalesa important prop de Campània. A la seva rodalia es van lliurar dues batalles:
- La primera l'any 214 aC en la que el general cartaginès Hannó va ser derrotat per Tiberi Semproni Grac.[1]
- La segona el 212 aC en la que el general Hannó, que havia acumulat moltes provisions i grans al seu campament, va ser assaltat pel cònsol romà Quint Fulvi Flac, que va arrabassar al cartaginès les provisions.[2]

Els cartaginesos van assolar la regió, però tot i així el 209 aC era una de les divuit colònies llatines que va poder pagar el diner establert per Roma, així com el contingent de soldats, destinat tot a la guerra contra Anníbal.

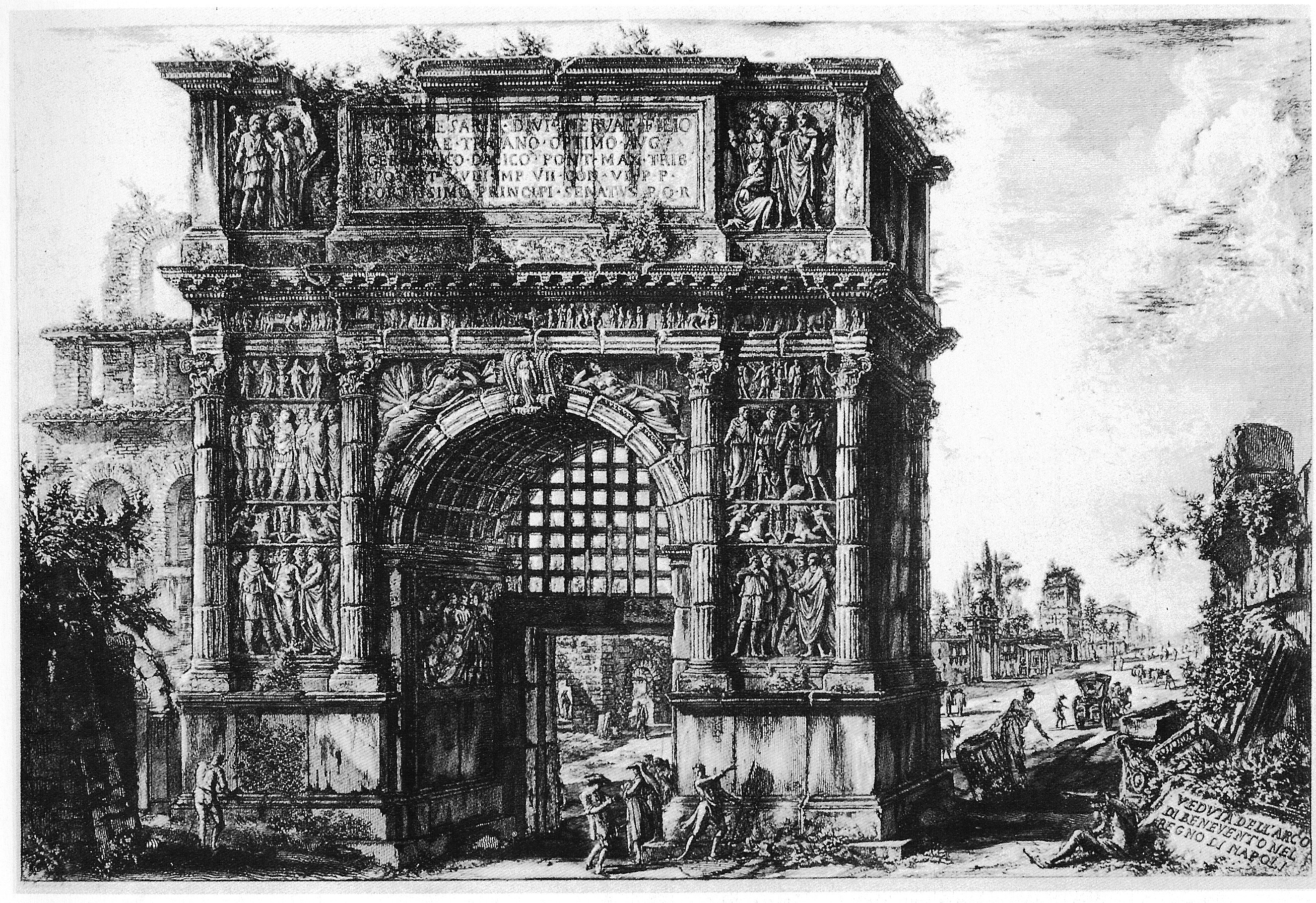
L'arc de Trajà, en un gravat del de Piranesi. Alguns dels relleus són avui en dia al Museu Britànic

No va participar en la guerra social, o almenys no en va quedar constància. Segurament la pau del segle i va produir que al final de la república fos una de les ciutats més riques d'Itàlia. En el segon triumvirat el territori de la colònia es va repartir pels triumvirs entre els seus veterans, i poc després es va establir una nova colònia sota August, que va incorporar a la ciutat el territori de la ciutat de Caudium. Neró hi va fundar una altra colònia que es va dir Colònia Concòrdia Beneventum i durant el regnat de Septimi Sever portava els títols de Colònia Júlia Augusta Concòrdia Fèlix Beneventum. La seva situació a la Via Àpia just a la unió amb la Via Trajana que portava a Apúlia, i a una altra via que portava a Venúsia i Tàrent li va permetre continuar ser una ciutat important i rica durant l'Imperi i la principal del sud d'Itàlia. Molts emperadors la van visitar i són recordades especialment les visites de Neró, Trajà i Septimi Sever. Per Trajà es va erigir un arc triomfal que es va acabar en temps d'Hadrià. Alguns emperadors van restaurar la ciutat o hi van construir edificis.
Administrativament la ciutat estava inclosa al territori dels Hirpins, i dins d'aquest es va incorporar a la segona regió d'August, però més tard va ser inclosa a Campània i posada sota control del cònsol de la província. Els habitants de Beneventum es van inscriure a la tribu Stellatina. El territori de Benevent sota l'imperi romà era bastant gran, i cap a l'oest anava fins a Caudium que en formava part (menys la ciutat mateixa); al nord fins a Tamarus i incloïa el poble de Pago (abans Pagus Veianus); al nord-est, fins a la mateixa ciutat de Equus Tuticus (avui San Eleuterio prop de Castel Franco) i a l'est i sud fins a la frontera del territori d'Aeclanum i Abel·línum. Nombrosos llogarets depenien de la ciutat i els noms són coneguts però en general no estan identificats.
Després de l'Imperi, a les guerres gòtiques, la va ocupar Tòtila que va arrasar les muralles, però després van ser restaurades, i va recobrar la prosperitat.
Estava sota domini longobard des del 571, i era la capital d'un ducat el 573, que va mantenir-se com un ducat independent després de la desaparició del Regne Longobard i més tard era un principat.
El 1081 el normand Robert Guiscard va conquerir la ciutat i la va donar a la Santa Seu, i des de llavors va ser un feu del Papa. L'any 1266 Carles I d'Anjou hi va derrotar a Manfred I de Sicília.
El 1443 el Papa Eugeni IV va nomenar vicari de la ciutat al rei d'Aragó Alfons IV, al que el 1455 va donar la ciutat en feu. La ciutat va ser possessió del Papa fins al 1806 quan Napoleó la va entregar a Tayllerand com a principat. El 1815 el Congrés de Viena la va retornar al Papa. Va participar en les revoltes de 1820, 1848 i 1860 i en aquest darrer any va quedar unida al regne d'Itàlia.
A la ciutat queden restes del seu antic esplendor: l'arc triomfal de Trajà ja esmentat, construït el 114, i que és en un dels accessos a la ciutat anomenat abans Porta Aurea; restes de les muralles, de l'amfiteatre, un pont sobre el riu Calore (antic Calor), ceràmiques i pintures, fragments d'escultures, inscripcions llatines; quant a edificis cal esmentar l'anomenat Caesareum, una espècie de Cúria, on es reunia el senat local; la basílica; alguns pòrtics i les termes (del temps de l'emperador Còmode).

## Personatges il·lustres
- Antonio Sancho de Benevento (segle xvi), artista orfebre del Renaixement hispànic i monjo del Monestir de Sant Jeroni de Cotalba, Alfauir.
- Abundio Antonelli, mestre de capella episcopal de Benevento.

Beneventum va ser el lloc de naixement dels gramàtics Orbilius i Rutilius Aelianius, i d'alguns oradors i poetes menys coneguts fora de l'àmbit local.